# 蔡厝港西站
蔡厝港西地铁站（英語：Choa Chu Kang West MRT Station，代號JS2）是新加坡地鐵裕廊區域線上的車站，位于新加坡本岛蔡厝港规划区。车站于2019年动工，预计将于2026年启用。

## 历史
後來在2013年，政府決定在裕廊西建造地鐵綫，以應付未來的需求，并且以改善新加坡西部的整體交通網絡。
2018年5月9日，交通部長許文遠視察坎贝拉站建築地盤時，正式宣佈落實興建裕廊區域線－全長24公里、合共24個車站。同時公佈路線走線及蔡厝港西地铁站位置，並预计将于2026年通車启用。

## 反应
许多居住在地铁站旁的居民，以及地铁站周围的商家都十分期待该地铁站的落成。但有一部分的居民觉得地铁线的路线有一点混乱。

## 车站附近

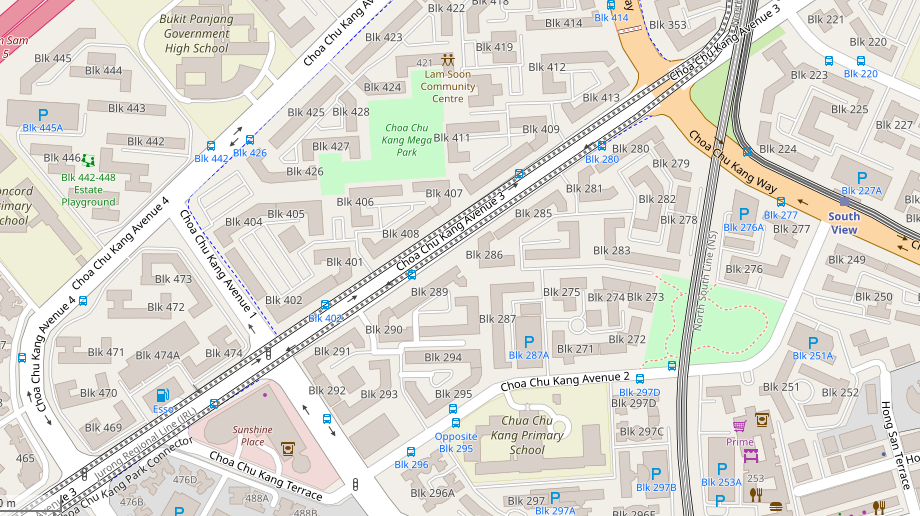
蔡厝港西地铁站周围地图

## 车站附近[8]
- Sunshine坊[9]
- 武吉班让政府中学（英语：Bukit Panjang Government High School）[10]
- 蔡厝港大型游乐园（英语：Choa Chu Kang Mega Playground）[11]

## 車站樓層
- 未定